# Estación Puerto Pirámides
La Estación Puerto Pirámides era una estación ferroviaria del Ferrocarril de Península Valdés que unía la ciudad del mismo nombre con las Salinas Grandes, en la Provincia del Chubut. El ferrocarril funcionó desde 1901 hasta 1920 cuando fue clausurado.

## Instalaciones

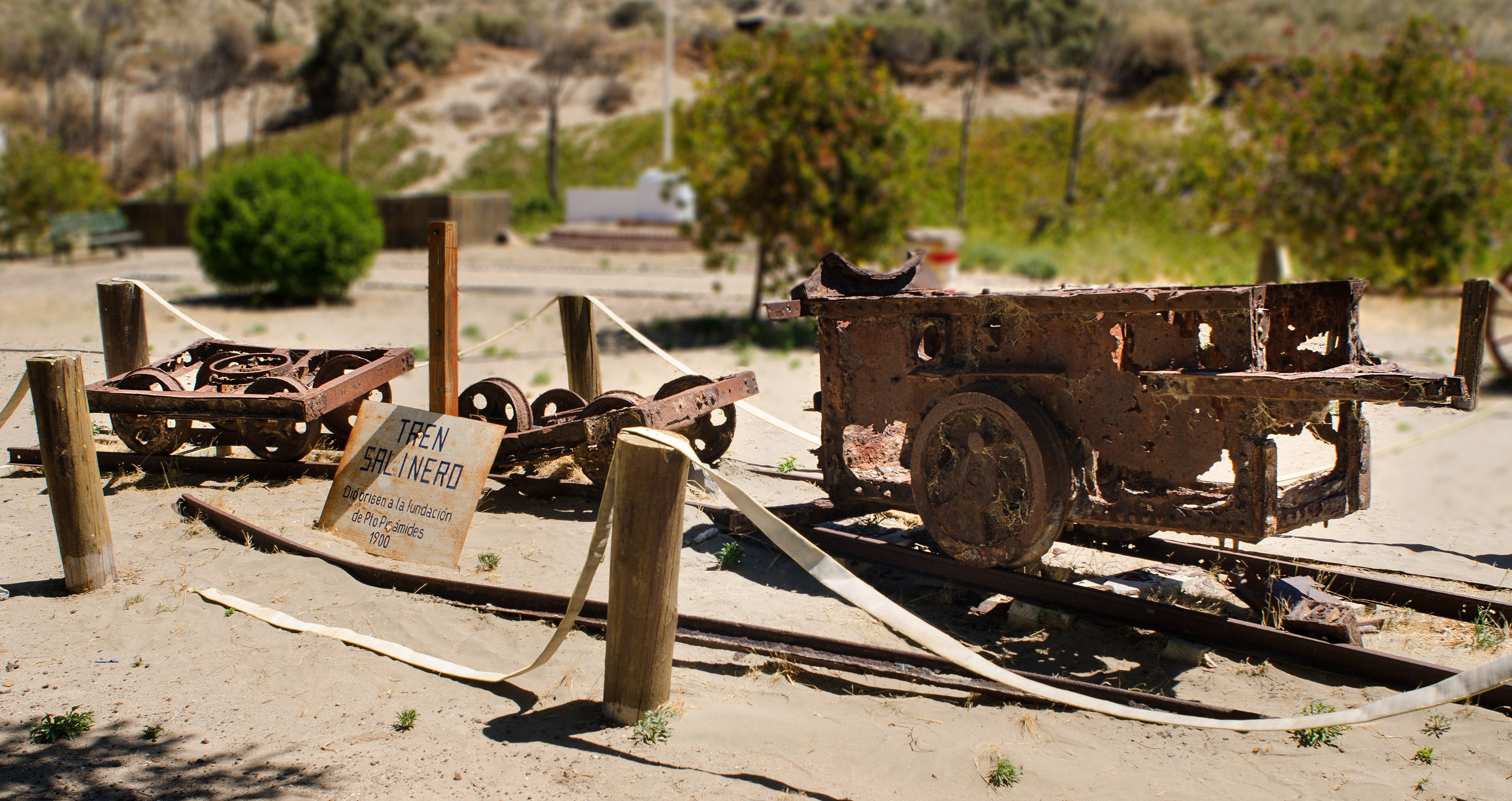
Restos del tren salinero.

La estación se ubicaba en el kilómetro cero de la línea y tenía un taller, un muelle y un triángulo ferroviario para cambiar el sentido de las máquinas. Aquí fue donde se inició con la construcción de la línea. Tras realizar el triángulo de maniobras, luego se construyó la trepada de la loma en forma de zeta, siguiendo hacia el interior de la península.
El ramal ferroviario provocó el asentamiento de pobladores, talleres, almacenes y servicios varios que dieron origen al pueblo de Puerto Pirámides. En el joven poblado se construyó un hotel, la comisaría, la sede de la administración (que contó con un amplio frente de vidrios de colores), el depósito de combustible y un galpón para herrería y taller mecánico que hacía de depósito de las vías. Luego se construyó el correo y las casas para maquinista principal, para el foguista principal, para el herrero, para el cambista y para el estopero. La mayoría de ellas eran de madera y de chapas de hierro plegado.
Años después del cierre del ramal, las vías fueron desmanteladas. Hoy en día se conserva un bastidor de una de las máquinas y un par de boguies de vagón en una plaza de Puerto Pirámides. También se puede observar la traza al sudeste de la localidad.